# Cultura del riu Dismal
La cultura del riu Dismal es refereix a un conjunt d'atributs culturals vistos per primera vegada a la zona del riu Dismal a Nebraska en la dècada de 1930 pels arqueòlegs William Duncan Strong, Waldo Rudolph Wedel i A. T. Hill. També coneguda com a aspecte riu Dismal i complex riu Dismal, fou datat entre el 1650 i el 1750, és diferent de les altres tradicions prehistòriques de les planures occidentals, com les de les planures centrals i silvícola.

## Planures occidentals
S'ha trobat jaciments de la cultura del riu Dismal a Nebraska, Kansas, Colorado i Dakota del Sud. S'ha trobat 18 jaciments als comtats de Hayes, Hooker, Cherry, Thomas i Lincoln a les Sand Hills de Nebraska.
Entre els jaciments destacats hi ha:
- La primera ubicació del riu Dismal, el lloc de Lovett, al sud-oest de Nebraska.[3]
- Troballes al Jaciment arqueològic del Parc Estatal del Comtat de Scott a Kansas que enllaça els apatxes de les planures amb la cultura del riu Dismal.[6]

Altres cultures del de les planes occidentals inclouen la Fase Apishapa, la Fase Purgatoire i el complex Alt Purgatoire.

## Apatxe

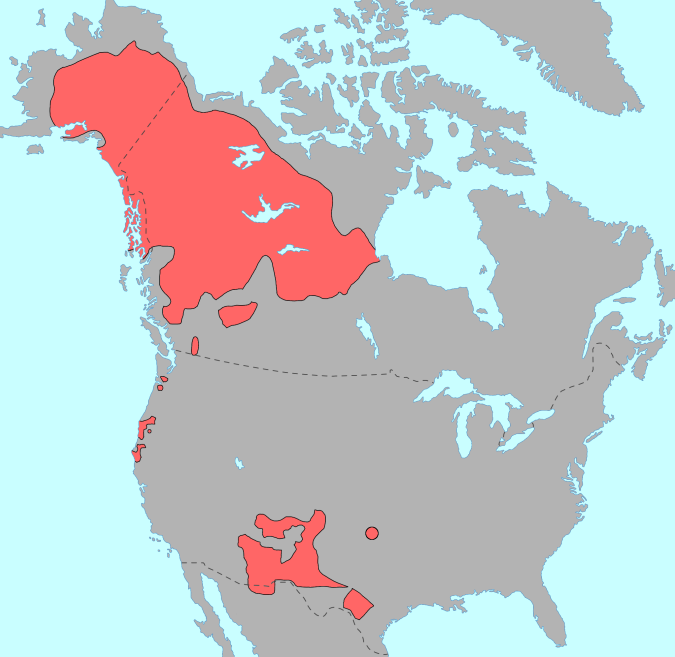
Distribució dels atapascans, inclosos els apatxes i navahos, després que emigressin al sud de les planes

Els apatxes evolucionaren a partir dels atapascans que van emigrar a Amèrica del Nord a través de l'actual Alaska i el nord-oest del Canadà. Hi ha dues teories sobre com els avantpassats dels apatxes van emigrar a les Planes i al sud-oest dels Estats Units. És possible que haguessin viatjat a través de les muntanyes, romanent en un clima al que estaven acostumats, o podien haver migrat al llarg de les planes. Llurs descendents, els navahos i apatxes, parlen llengües atapascanes meridionals.
Les bandes apatxes als que generalment s'atribueix la cultura del riu Dismal són els apatxes Paloma i Quartelejo (o Cuartelejo). S'ha trobat també terrissa dels jicarilles en alguns dels llocs complexos riu Dismal.
Alguns d'ells s'uniren als kiowes a les Black Hills de Dakota del Sud. A causa de la pressió dels comanxes a l'oest i dels pawnees i francesos a l'est, els pobles que restaven de la cultura de riu Dismal emigraren al sud on actualment s'hi troben els lipans i jicarilles.
No s'han trobat llocs fins a la data del període en què els atapascans meridionals eren nòmades, començant al voltant de 1500.

## Arquitectura
Les viles del riu Dismal generalment tenien 15-20 estructures i estaven situades prop dels rierols. Construïen cases rodones amb forma de hogans lleugerament sota terra o a nivell de terra d'uns 7,6 metres de diàmetre. Les estructures eren suportades per pals de fusta i cobertes amb cuir o altres materials. Al centre hi havia la llar. També s'hi havia trobat pous per coure en forma de campana que de vegades contenien restes d'enterrament humà.

## Cultura
La gent de la cultura del riu Dismal caçava, principalment bisó, usant osques laterals petites, puntes lítiques triangulars o sense osca de pedra.
Complementaven la seva dieta amb blat de moro i carbassa i recollien núcules i baies. Les pedres i els ossos van ser utilitzats per fer a eines, i van fer ceràmica, anomenada ceràmica de riu Dismal, que clarament era gris-negre. Gran part de la terrisseria eren bols plans, però també hi van fer olles o flascons, que van ser estampades amb dissenys simples i tenia els llavis puntuats o incidits.